# Battaglia di Ilomantsi
La battaglia di Ilomantsi è stato un episodio della guerra di continuazione tra Finlandia e Unione Sovietica durante il quale l'esercito finlandese bloccò l'attacco sovietico nei pressi del villaggio di Ilomantsi, nella Carelia settentrionale.

## La battaglia
Nel luglio 1944 l'Armata Rossa era riuscita a riportarsi lungo il confine russo-finlandese del 1940 ma a partire dal 28 luglio, l'esercito finlandese (ricevuti i rinforzi) iniziarono una controffensiva. Il 1º agosto riuscirono a tagliare le vie dei rifornimenti sovietici.
I sovietici tentarono di ripristinare i collegamenti con le proprie retrovie ma subirono ulteriori attacchi delle forze finlandesi e furono costrette a ritirarsi attraverso le foreste.

## Conseguenze
Le forze sovietiche subirono forti perdite e quando venne firmato l'armistizio, nel settembre 1944, i finlandesi erano riusciti ad ottenere importanti risultati costringendo la Stavka (il comando supremo delle forze armate sovietiche) a rinunciare alla pretesa di resa incondizionata per porre fine alla guerra.